# Къртис Браун
Къртис Лий „Кърт“ Браун, дж. (на английски: Curtis Lee "Curt" Brown, Jr.) е американски астронавт, ветеран от шест космически полета.

## Образование
Къртис Л. Браун завършва колеж в родния си град през 1974 г. След това постъпва в Академията на USAF, Колорадо Спрингс, Колорадо. Дипломира като бакалавър по електроинженерство през 1978 г.

## Военна кариера
След дипломирането си, К. Браун е произведен в чин младши лейтенант и е изпратен в Колорадо Спрингс за допълнително обучение. През юли 1979 г. завършва курс по обучение на щурмови самолет A-10. През март 1982 г. става инструктор на A-10. През януари 1983 г. след като преминава допълнителен курс в авиобазата Нелис, Лас Вегас, Невада, Браун получава назначение като старши инструктор по тактика и въоръжение на А-10. През юни 1985 г. завършва школата за тест пилоти в авиобазата Едуардс, Калифорния. От юни 1986 г. той е назначен в авиобазата Еглин, Флорида, като тест пилот на A-10 и F-16. По време на службата си К. Браун има повече от 6000 полетни часа на реактивни самолети.

## Служба в НАСА
Браун е избран за астронавт от НАСА на 5 юни 1987 г., Астронавтска група №12. Той е ветеран от шест космически полета и има 1383 часа в космоса.

### Полети
| Къртис Лий Браун                                           | Къртис Лий Браун  | Къртис Лий Браун           | Къртис Лий Браун   | Къртис Лий Браун | Къртис Лий Браун                     | Къртис Лий Браун |
| №                                                          | Дата              | КК                         | Емблема на мисията | Функции          | Продължителност                      |                  |
| ---------------------------------------------------------- | ----------------- | -------------------------- | ------------------ | ---------------- | ------------------------------------ | ---------------- |
| 1                                                          | 12 септември 1992 | „Индевър“, мисия STS-47    |                    | Пилот            | 7 денонощия 22 часа 30 мин. 23 сек.  |                  |
| 2                                                          | 3 ноември 1994    | „Атлантис“, мисия STS-66   |                    | Пилот            | 10 денонощия 22 часа 34 мин. 02 сек. |                  |
| 3                                                          | 19 май 1996       | „Индевър“, мисия STS-77    |                    | Пилот            | 10 денонощия 00 часа 40 мин. 10 сек. |                  |
| 4                                                          | 7 август 1997     | „Дискавъри“, мисия STS-85  |                    | Командир         | 11 денонощия 20 часа 28 мин. 07 сек. |                  |
| 5                                                          | 29 октомври 1998  | „Дискавъри“, мисия STS-95  |                    | Командир         | 8 денонощия 21 часа 44 мин. 56 сек.  |                  |
| 6                                                          | 19 декември 1999  | „Дискавъри“, мисия STS-103 |                    | Командир         | 7 денонощия 23 часа 11 мин. 34 сек.  |                  |
| Сумарно време в космоса – 57 денонощия 17 часа и 07 минути |                   |                            |                    |                  |                                      |                  |

## Награди
- Медал за отлична служба;
- Медал за похвална служба (2);
- Медал за похвала;
- Медал за похвала на USAF;
- Медал за заслуги на USAF;
- Медал на НАСА за участие в космически полет (6).